# Toulouse Business School
Toulouse Business School (TBS), ook TBS Education genoemd, tot 2013 École supérieure de commerce de Toulouse, is een handelshogeschool in de Franse stad Toulouse. De school heeft tevens filialen in Parijs, Londen, Barcelona en Casablanca. De school werd gesticht in 1903.

## Geschiedenis
De school werd in 1903 opgericht door de kamer van koophandel en industrie van Toulouse. De eerste twintig studenten kregen les vanaf oktober 1902, maar de erkenning volgde pas later. De school werd gevestigd in de voormalige priorij van de Hospitaalridders in Toulouse. In 1953 werden deze gebouwen vernietigd in een brand.
Tot 2013 had de TBS als naam Groupe ESC Toulouse, waarbij ESC stond voor École supérieure de commerce.
De school is onder meer bekend vanwege haar graden in de luchtvaart (in samenwerking met École nationale de l'aviation civile, evneens in Toulouse).
De school is geen onderdeel van de Universiteit van Toulouse, maar werkt daar wel mee samen in het consortium Université fédérale de Toulouse Midi-Pyrénées.
Er is internationale samenwerking met veel andere onderwijsinstellingen, waaronder de Belgische Karel de Grote-Hogeschool, de Hogeschool-Universiteit Brussel en de Zweedse Örebro Universiteit.

## Internationale ranglijst
De Executive MBA van TBS werd wereldwijd als 100e geklasseerd. In 2015 werd de school door de Financial Times als 49e geklasseerd in de categorie European Business schools.
De programma’s van de school zijn geaccrediteerd door de 3 internationale labels die de kwaliteit van de geboden opleidingen garanderen : AMBA, EQUIS, and AACSB.

## Opleidingsaanbod
- Bachelor en master in Magagement[9]
- MSc in Marketing Management en Communicatie
- MSc in Banking en Finance International
- Aerospace MBA
- Doctor of Business Administration

## Alumni
De school heeft beroemde alumni:
- Nicolas Todt (CEO ART Grand Prix)[10]
- Renan Luce (zanger)[11]